# Epomophorus wahlbergi
Epomophorus wahlbergi es una especie de murciélago de la familia Pteropodidae.

## Distribución geográfica
Se encuentra en Angola, Botsuana, Burundi, Camerún, República del Congo, República Democrática del Congo,  Guinea Ecuatorial, Gabón, Kenia, Malaui, Mozambique, Ruanda, Somalia, Sudáfrica, Suazilandia, Tanzania, Uganda, Zambia y Zimbabue.

## Hábitat
Su hábitat natural son: zonas subtropicales o tropicales bosques secos, y sabanas, secas y húmedas.